# Racing Club de Ferrol
El Racing Club de Ferrol, S.A.D. (conocido como Racing de Ferrol, o simplemente Racing) es un club de fútbol español de la ciudad gallega de Ferrol, en la provincia de La Coruña. Fue fundado el 5 de octubre de 1919 a partir de la unión del Racing Club y el Club Ferrol. El equipo disputa sus partidos como local en el  Estadio Municipal de A Malata, con capacidad para 11 669 espectadores, y el Verde es el color tradicional del uniforme del club.
Es el equipo que más temporadas ha disputado en Segunda División sin haber logrado nunca el ascenso a Primera, con un total de 36 campañas. Fue subcampeón de la Copa del Rey en 1939, en la final jugada en el Estadio de Montjuic contra el Sevilla FC. También ha conseguido varios Campeonatos de Galicia y, tras proclamarse campeón gallego por tercera vez en su historia, la Cruz de Santiago está presente en el escudo desde 1939.

## Historia

### Los inicios del fútbol en Ferrol
Las primeras noticias sobre la práctica de fútbol en Ferrol datan de noviembre de 1892 (las recogen el entonces periódico ferrolano El Correo Gallego y el madrileño La Iberia), con motivo de la visita de una escuadra británica al puerto, arsenal y astilleros de la ciudad. 
En julio de 1904 ya empiezan a aflorar clubs en la ciudad, siendo los dos primeros el Ferrol Foot-Ball Club y el Unión Club de La Graña, ambos registrados después, en 1908. A la altura de ese año, 1908, había ya siete clubs formados en Ferrol. El campo de la base naval de La Graña, el de Batallones (frente al cuartel del tercio norte de infantería de marina) y el de la estación del ferrocarril (que existía en los desmontes donde se construyó la terminal ferroviaria, inaugurada en 1913) fueron los primeros escenarios futbolísticos ferrolanos. El de La Graña y el de Batallones aún existen. Durante la década de 1911-20 protagonizaron el fútbol local el Ferrol F.C. citado y el Victoria Club, formado por ingleses residentes en Ferrol vinculados a la construcción naval. 
Pero la creación de nuevos clubs fue constante, fruto de la pasión que el fútbol despertó en la ciudad. Excursiones a Puentedeume, Betanzos o La Coruña, partidos de rivalidad local que no pocas veces acababan con altercados, perfilaron la evolución balompédica ferrolana en los años previos al nacimiento del Racing Club de Ferrol, que se produjo los primeros días de octubre de 1919 tras la fusión del Club Ferrol (nacido en 1917 y denominado Círculo Rojo F.C. hasta enero de 1919) y el Racing Club (surgido como selección local en julio de 1919 y luego convertido en club con la definitiva fusión del Jaime I F.C. y el Giralda F.C. a finales de ese mes). El arranque racinguista tuvo lugar en el campo de sport de Caranza, que ya venía usándose desde mediados de la década por los diferentes clubs existentes, pero que no fue inaugurado oficialmente hasta el 13 de julio de 1919 con un partido entre el Racing y el Deportivo de La Coruña, con quien más de cien años después sigue disputando, cuando coinciden, el derbi de las rías altas.

### Fundadores
Jugadores y aficionados ferrolanos se agruparon para crear un club potente que pudiese competir con equipos de cierto prestigio regional como eran Vigo Sporting, Fortuna de Vigo o Deportivo de La Coruña. La idea partió de cinco amigos entusiastas del balompié: Constantino Teijo, Francisco Lorenzo, Mateo Pintado, Raúl Villares y José Freire, que realizaron en 1919 las conversaciones para la unión entre el Giralda F.C. y el Jaime I F.C. y crear un nuevo equipo. El acuerdo definitivo no llegó hasta el mes de julio, que dio lugar al Racing C., fusionándose después con el Círculo Rojo F.C. en octubre, creándose así el Racing Ferrol Football Club. La Asamblea de la Federación Gallega de Clubs de Fútbol celebrada el 18 de octubre de 1919 en Vigo, admitió al Racing, aunque al mes siguiente fue expulsado por no estar legalmente constituido ni tener campo propio, cuestiones subsanadas a lo largo del año 1920, logrando la readmisión federativa en diciembre de ese año, ya de forma definitiva hasta hoy.

### Primeras décadas
El Racing comenzó de forma oficial en la Serie B del campeonato gallego, y el 29 de mayo de 1921 se traslada a las instalaciones de O Inferniño, que se convierte en su campo habitual. Durante varios años el equipo progresa, asciende a la Serie A en 1923 y se proclama campeón de Galicia en 1928, después de vencer al Deportivo de La Coruña en el último partido del torneo regional. Con esa victoria el equipo pudo jugar por primera vez en su historia la Copa del Rey, siendo eliminado en la segunda ronda frente al Athletic Club. En ese equipo jugó Guillermo Gorostiza, quien después ficharía por el equipo bilbaíno.

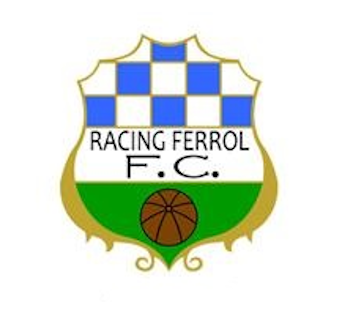
Escudo originario

En 1928 se crea la Liga española de fútbol, y el Racing pugnó por una plaza vacante en 2.ª División en 1928/29. En esa campaña además, debutó en la Copa de España, eliminado al Alavés y cayendo ante el Athletic bilbaíno, recibiendo el sobrenombre de "Diablos Verdes" otorgado por la prensa vasca, después de las brillantes actuaciones de un equipo en el que destacaban figuras como Gorostiza y Gerardo Bilbao (futuros jugadores del Athletic de Bilbao) o el ferrolano Rivera. En 1929/30 comenzó su andadura en el campeonato nacional dentro del grupo gallego de Tercera División (por entonces, tercera categoría) y tanto en esa como en la siguiente los ferrolanos terminan en primera posición de su grupo, pero tras disputar su primera fase de ascenso a 2.ª División en 1932, no conseguirían el ascenso hasta 1934, cuando la Federación Española de Fútbol amplía la Segunda División a más formaciones. El Racing solo pudo permanecer un año, ya que terminó la temporada 1934/35 en la última posición de su grupo. A pesar de ello, ya en plena guerra civil, en 1938 se proclamó por segunda vez campeón gallego y en 1939 lo logró por tercera vez, en este caso tras vencer al Deportivo de La Coruña a cuatro partidos, con tres victorias y un empate, demostrando ser el mejor club gallego en esos años.

### Finalista en la Copa
Durante la guerra civil española en Galicia no se paralizó el fútbol oficial, y el Racing de Ferrol volvió a ser campeón de Galicia en 1937/38 y en 1938/39 (invicto), logrando con este último título la clasificación para el Campeonato de España, con la Copa del Generalísimo en su primer año bajo esa denominación. Los estragos de la guerra afectaron a muchos clubes, que renunciaron a participar por los costes o se encontraban sin jugadores, y en el torneo de 1939 batió a la Real Sociedad en cuartos, y al Baracaldo Oriamendi en semifinales. El presidente era Emilio Velo.
El equipo consiguió así llegar hasta su primera final del torneo copero. El partido se disputó el 25 de julio de 1939 en el Estadio de Montjuic de Barcelona, y el Racing de Ferrol cayó derrotado frente al Sevilla FC, que partía como claro favorito, por 2-6. Silvosa marcó los dos goles de los ferrolanos.

### Paso por la Segunda División
Después de la final de Copa, el Racing de Ferrol permaneció cuatro temporadas en Segunda División desde el año 1939 hasta 1943, y de forma ininterrumpida desde 1945 hasta 1960, cuando volvió a descender a las divisiones regionales. Por esos años destacan en el Club Ferrol (nombre que adoptó el club desde 1941 hasta 1972 por imperativo gubernativo) futbolistas como los hermanos Gabriel y Juanito Alonso, futuros madridistas, entre otros muchos. En la temporada de 1952 el equipo gallego disputó por primera vez en su historia la liguilla de ascenso a Primera División, aunque no pudo conseguir su objetivo al terminar en última posición de ocho equipos.
En 1960 el club regresó al grupo gallego de Tercera División. A pesar de ser su máximo dominador, el Racing caía en las fases de ascenso y no consiguió su objetivo hasta el año 1966. Su paso por Segunda duró en esta ocasión seis temporadas y su puesto más destacado fue una cuarta posición en la temporada 1968/69, a un solo puesto del ascenso con una racha de 17 partidos consecutivos sin conocer la derrota. Por otra parte, en 1967 el equipo se hizo con el Trofeo Teresa Herrera después de vencer al Celta de Vigo en la final.
El Racing de Ferrol descendió a Tercera en 1972, y los gallegos no consiguieron el ascenso. En 1978 la Federación Española reestructura todo el campeonato profesional y crea una nueva tercera categoría, conocida como Segunda División B, que entonces constaba de dos grupos. Los ferrolanos quedarían encuadrados en el primero de ellos, con rivales del norte del país, y el club consiguió su ascenso como campeón de su división. Sin embargo, solo permanecieron una temporada en Segunda "A" al terminar en última posición de 20 equipos.

### Crisis de resultados
Tras su descenso, el Racing de Ferrol atravesó una grave crisis deportiva y económica. El equipo llegó incluso a descender a Tercera División en 1984, llegando a obtener su posición más baja en 1987 rozando los puestos de descenso a la división regional. A estas crisis se sumó una mala gestión de la directiva, que terminó con la inhabilitación del presidente de la entidad, Heberismo, en 1983. Años después el club consiguió regresar a Segunda B, y en 1992 se asentó por completo en esa categoría, coincidiendo con la inauguración del Estadio de A Malata.
En 1995 los ferrolanos vuelven a luchar por subir después de quedar primeros en su grupo de Segunda B, aunque en la liguilla de ascenso empataron en la última jornada frente al Beasaín y quedaron por detrás del CD Almería. Durante seis años el conjunto gallego termina en las posiciones altas de la tabla, hasta que en la temporada 1999/2000, al cuarto intento, el Racing de Ferrol logra subir a Segunda después de vencer en la fase final al Barakaldo CF, AD Ceuta y CF Gandía.

### SigloXXI

Gráfico del desempeño del Racing Club de Ferrol en la liga 1929-presente

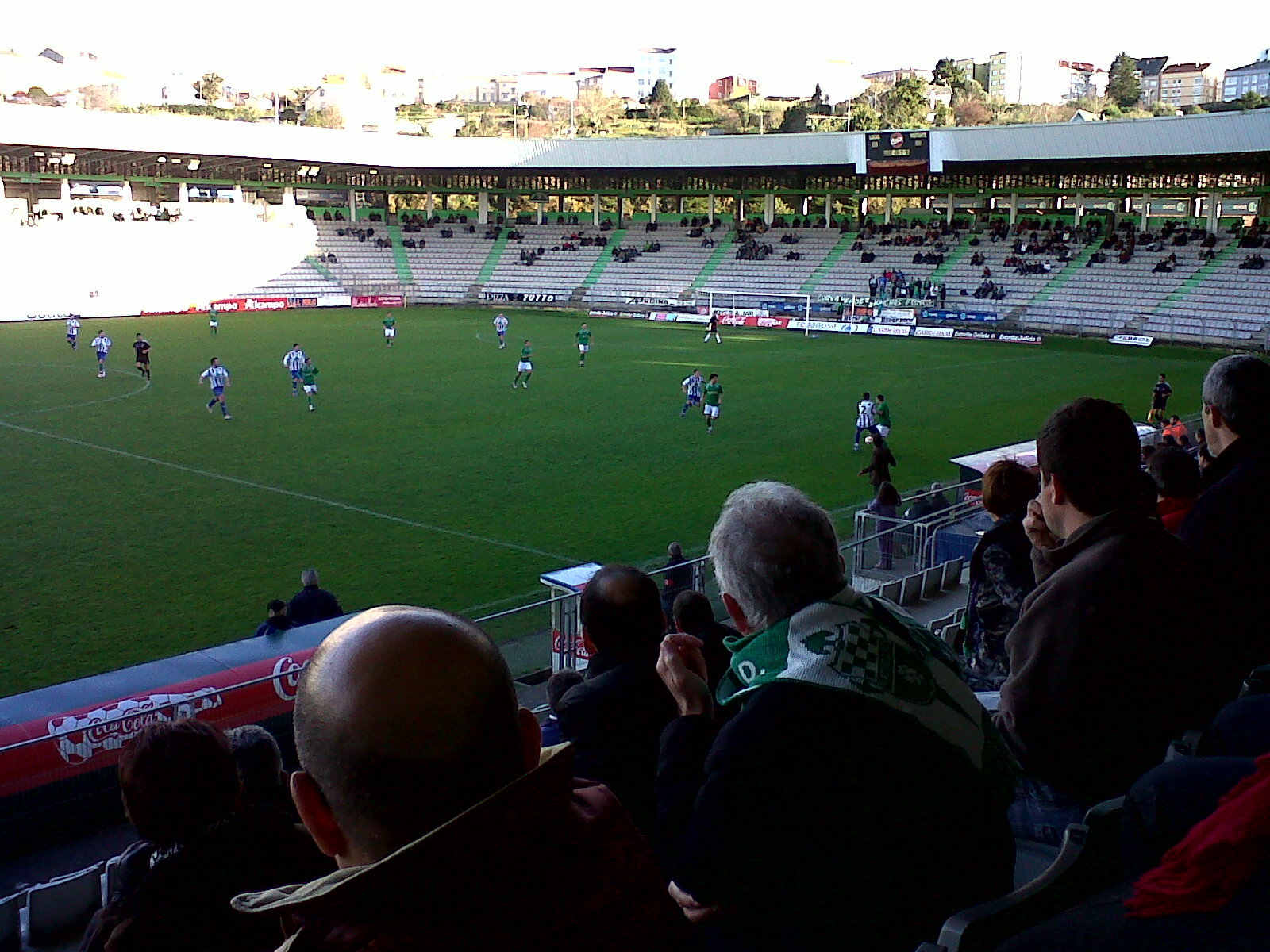
Encuentro del Racing de Ferrol en A Malata en 2011.

Para poder jugar en la Segunda División, el Racing de Ferrol tuvo que convertirse en sociedad anónima deportiva en el año 2000. El equipo permaneció tres temporadas en la segunda categoría, pero descendió en 2003 al finalizar en antepenúltima posición.
Al margen del aspecto deportivo, el ascenso a 2.ª División "A" de la temporada 2000-2001 marcó para el Racing otra etapa importante en la historia del club. La Ley del Deporte 10/1990 del 15 de octubre, y siguiendo los criterios del Real Decreto 1084/1991 del 5 de julio que obliga al club a transformarse en S.A.D., al integrarse en la Liga de Fútbol Profesional (LFP)).
El capital mínimo fijado por la Comisión Mixta de Fútbol del 2 de febrero de 2001, quedó establecido en 427 220 000 pesetas (2 567 643,91 €). El club emitió 42 722 acciones con un valor nominal de la acción de 10 000 pesetas (60,10 €). La totalidad del capital social se consiguió merced a la aportación del Concello de Ferrol con la adquisición de 21 000 acciones; Noray bar de copas SL con 4818 acciones; Concello de Narón con 200 acciones; mientras que el resto de las acciones fueron adquiridas por diferentes empresarios y por los socios del Racing.
Desembolsado en su totalidad el capital social exigido por la Comisión Mixta, el 26 de julio de 2001, en presencia de D. Pedro Luis García de los Huertos Vidal, Notario de Ferrol, del Ilustre Colegio de La Coruña, comparecen D. Isidro Silveira Cameselle, D. José Mª Criado Labajo, D. Juan Manuel Pazos García, D. Andrés Ramil Graña, D. José Luis Méndez Fernández, D. Antonio Aneiros Rey y D. Isidro Silveira Rey, y se firma la Escritura Pública de constitución del RACING CLUB DE FERROL, S.A.D.
Con una temporada en Segunda B, el club regresó a Segunda División en 2004 para luchar durante dos años por eludir el descenso. Los gallegos vuelven a ascender en 2007 y en la temporada 2007/08 terminan en decimonovena posición, lo que supone de nuevo perder la categoría.
Fue el campeón del Grupo I de Tercera División, tras haber conseguido el campeonato de la temporada 2012-2013. Terminó la liga regular sumando un total de 97 puntos, estableciendo, de esta manera, un nuevo récord en este grupo de la categoría. Eso le permitió jugar la promoción de ascenso a Segunda División B como campeón de grupo, lo cual supone que en caso de perder esta eliminatoria tendría una segunda oportunidad, mientras que si la ganaba ascendería directamente. En dicha promoción se enfrentaría al CD Laudio, campeón del grupo IV, correspondiente a Euskadi. En la ida, celebrada en Llodio, el Racing consiguió un marcador positivo de 1-1, pese a un gris partido. En la vuelta en Ferrol, el Racing se impondría por 1-0 con un gol de Marcos Álvarez. Con un marcador global de 1-2, el Racing conseguiría el ansiado ascenso a Segunda División B.
En la temporada 2014-2015, con el técnico ferrolano Manolo García en el banquillo, el Racing de Ferrol termina la liga regular en tercera posición con 69 puntos, tras el Real Oviedo y el Real Murcia, tras un inicio de campaña muy dubitativo y una muy buena segunda vuelta, lo cual le dio derecho a jugar la promoción de ascenso a Segunda División. En la primera ronda se enfrentaría al Reus Deportiu. En la ida, celebrada en A Malata, el cuadro gallego se impuso por 1-0 con gol de Nano Macedo en el minuto 24. En la vuelta, en tierras catalanas, el partido finalizó 1-1 con goles de Fran Carbià para el Reus y Marcos Álvarez para el Racing de Ferrol. Con un global de 2-1, el cuadro departamental avanzaría a la segunda ronda. En ella se enfrentaría a la SD Huesca, que había perdido la eliminatoria de campeones contra el Nàstic de Tarragona con un marcador global de 1-3. Una vez más, la ida tendría lugar en Ferrol, finalizando con un duro y merecido 0-4 a favor del conjunto aragonés. Con la eliminatoria prácticamente decidida, el conjunto departamental jugaría en El Alcoraz su último partido de la temporada, perdiendo nuevamente por 2-0. Con un marcador global de 0-6, el Racing de Ferrol pondría un triste final a una buena temporada.
Durante la siguiente temporada el equipo fue dirigido por el hasta entonces jugador del Racing Miguel Ángel Tena. El Racing discurriría la mayor parte de la temporada en la primera posición, llegando a transcurrir 16 jornadas sin conocer la derrota. Sin embargo, dicha posición la perdería en la última jornada, tras caer derrotado en La Eragudina 2-1 ante el Atlético Astorga, a la par que el Racing de Santander derrotaba en El Sardinero por 1-0 al Coruxo, por lo que estos conseguían el campeonato del grupo en detrimento del Racing de Ferrol, que finalizaba 2.º con 73 puntos la Liga regular, lo cual suponía igualmente su participación en la fase de ascenso a Segunda División. En ella se enfrentaría al Cádiz. La ida, celebrada en el Ramón de Carranza, finalizaría con un marcador de 0-0. Sin embargo, en la vuelta, disputada en Ferrol, el Cádiz se impondría por 1-2 al Racing, con goles de Álvaro García y Salvi para el conjunto cadista, mientras que Joselu fue el que puso el 1-2 definitivo en el marcador. Después del partido, Tena haría pública su decisión de no continuar como entrenador del Racing, por lo que sería sucedido en el cargo por Michel Alonso para la temporada posterior.
La temporada 2016-2017 no comenzó con el rendimiento esperado. Tras dos derrotas en pretemporada ante el Deportivo La Coruña y C.D. Lugo el equipo empató contra el Caudal Deportivo como visitante. Lo siguieron una derrota contra el Guijuelo, una victoria ajustada ante el Zamora en Copa del Rey y la posterior eliminación de la Copa frente al Cirbonero. En las primeras 9 jornadas el equipo sumó 9 puntos de 27 posibles, lo que llevó al Consejo de Administración a cesar al entrenador Michel Alonso y a contratar nuevamente a Miguel Ángel Tena. Si bien el equipo mejoró en cuanto a resultados, llegó a la jornada 36 del campeonato sin opciones a acceder al playoff de ascenso a Segunda División, quedando en 7.ª posición.
La temporada siguiente el equipo tuvo un inicio prometedor. Consiguió vencer al Coruxo en A Malata y se mantuvo invicto hasta la jornada 5, donde cayó ante el Navalcarnero. No obstante, en octubre una serie de empates y derrotas introdujo al conjunto departamental en una dinámica muy negativa: el equipo permaneció 14 jornadas consecutivas sin conocer la victoria. El 22 de noviembre de 2017 el empresario coruñés Ignacio Rivera, Consejero Delegado de Hijos de Rivera, S.A. tomó el timón del Racing al convertirse en el máximo accionista, quien incorporó a Carlos Mouriz como nuevo director deportivo. El 18 de diciembre, durante el parón invernal, Tena fue cesado y el club se hizo con los servicios de Ricardo López Felipe, con el que rompió momentáneamente la mala dinámica ganando por 2-1 a la Ponferradina. Si bien el equipo fue capaz de mejorar su rendimiento, llegó a la última jornada obligado a ganar y aguardar los resultados del Coruxo y C.D. Toledo para permanecer en la categoría. El empate contra el Rayo Majadahonda y la victoria del Coruxo consumó definitivamente el descenso a Tercera División.

### Grupo Élite
Tras la decepción del descenso, el Consejo de Administración inició un ambicioso proyecto para devolver al club al fútbol profesional. En verano se produjo una revolución en la plantilla: 17 jugadores abandonaron A Malata, entre ellos Ian Mackay y Álvaro Rey, y se ficharon 13 jugadores nuevos. Además, Ricardo fue cesado y se apostó por el técnico maño Emilio Larraz. La temporada 2018-2019 comenzó de la peor forma posible, recibiendo un 4-0 por parte de la U.D. Somozas a domicilio. No obstante, el equipo se repuso rápidamente y terminó la temporada como 1.º del Grupo I con 4 puntos de ventaja sobre el segundo, el Bergantiños FC. En el playoff de ascenso a Segunda División B 2018-2019 sería emparejado con el Real Jaén. En la ida el Racing se impuso por 1-0 en A Malata y en la vuelta perdería 2-1 en el Estadio de La Victoria, ascendiendo a Segunda División B en un solo año gracias al valor doble de los goles. Ambos goles fueron marcados por Joselu.
En busca del ansiado regreso a Segunda División, en la temporada 2019-2020 el equipo fichó a figuras como Álex López y Dani Abalo, además de mantener casi todo el bloque que lo devolvió a la tercera categoría del fútbol español. Pese a ello, la crisis sanitaria causada por el COVID-19 impidió concluir la competición. El Racing terminó en 11.ª posición, a 8 puntos de los puestos de playoff.
La temporada 2020-2021 fue marcada por la adopción de medidas sanitarias para el desarrollo de la competición y la decisión de la RFEF, presidida por Luis Rubiales, de crear una nueva categoría profesional en el fútbol español por debajo de la Segunda División: la Primera RFEF (inicialmente conocida como 2.ªB Pro). La clasificación de esa temporada determinaba si permanecía en el tercer nivel del fútbol español o descendía hasta dos categorías, por lo que muchos equipos realizaron fuertes inversiones y el mercado de futbolistas español se saturó. Debido a ello, el equipo apostó por jugadores de gran nivel provenientes de Sudamérica como Yeferson Quintana, Dani Nieto o Elsinho. También se decidió no renovar al capitán del Racing, Pablo Rey, después de 12 temporadas. Coincidió en el Grupo 1-A junto al eterno rival, el Deportivo La Coruña, y terminó la temporada clasificando a la nueva Primera RFEF. 

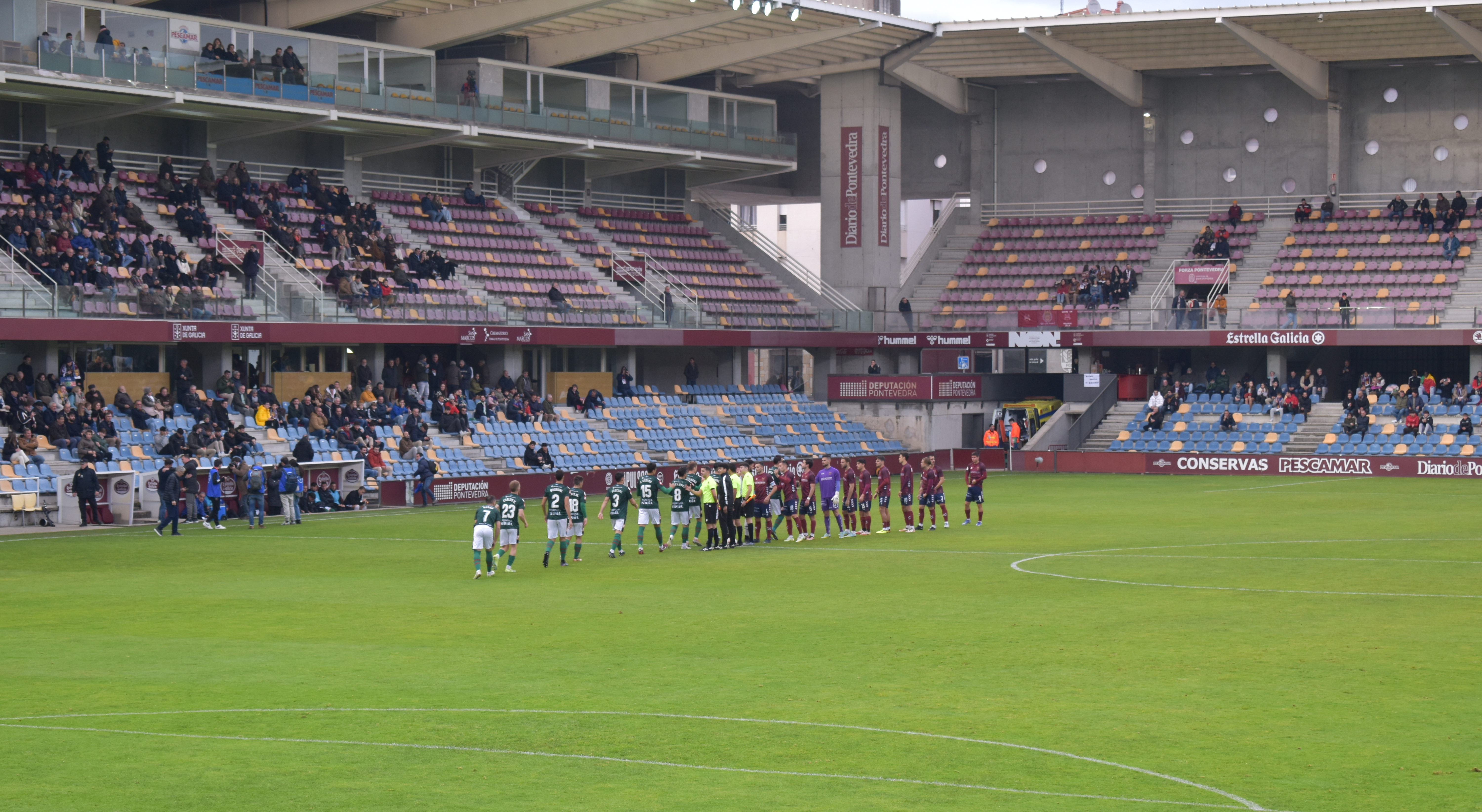
Encuentro entre el Pontevedra CF y el Racing de Ferrol en Pasarón.

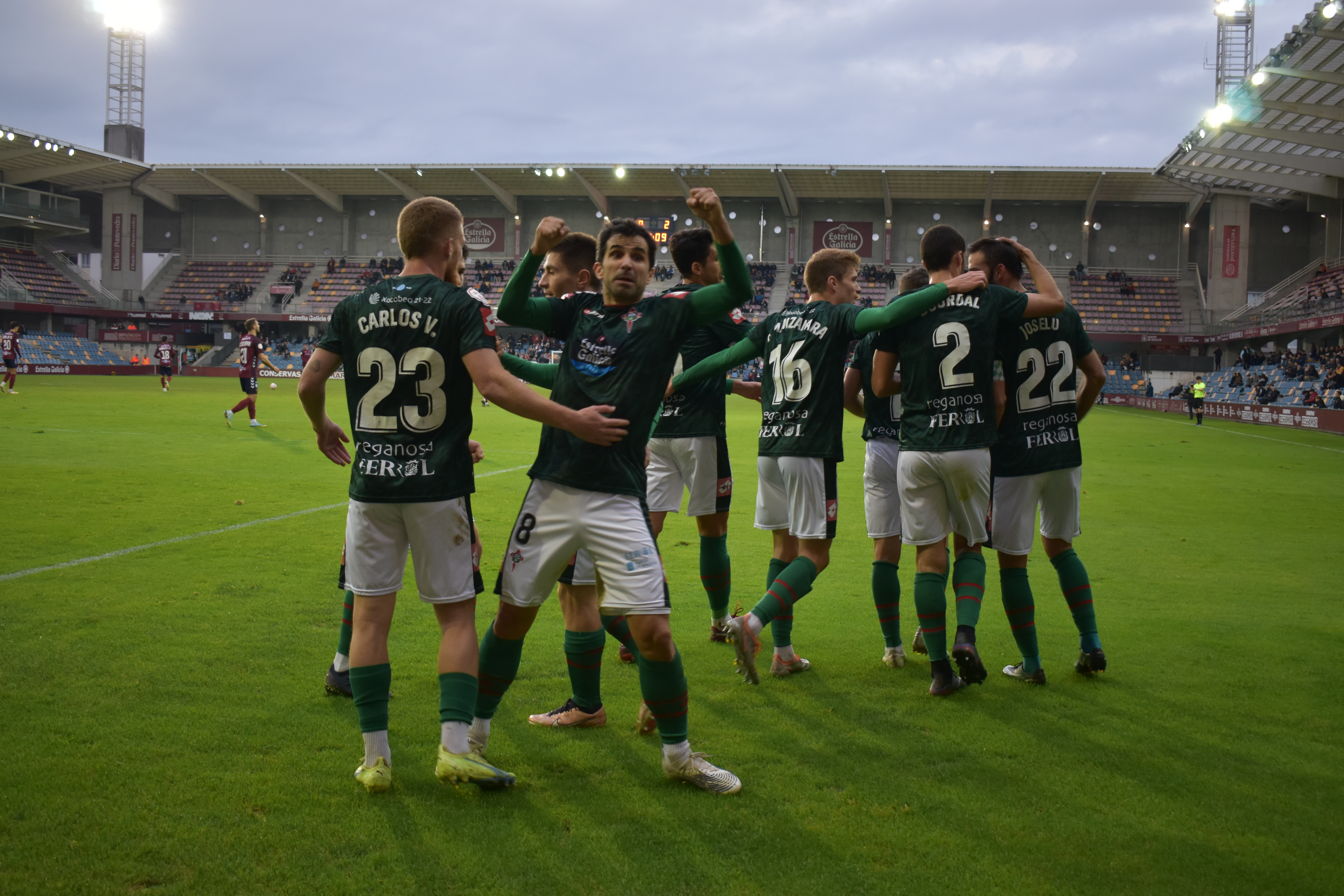
Celebración de un gol del Racing en 2022.

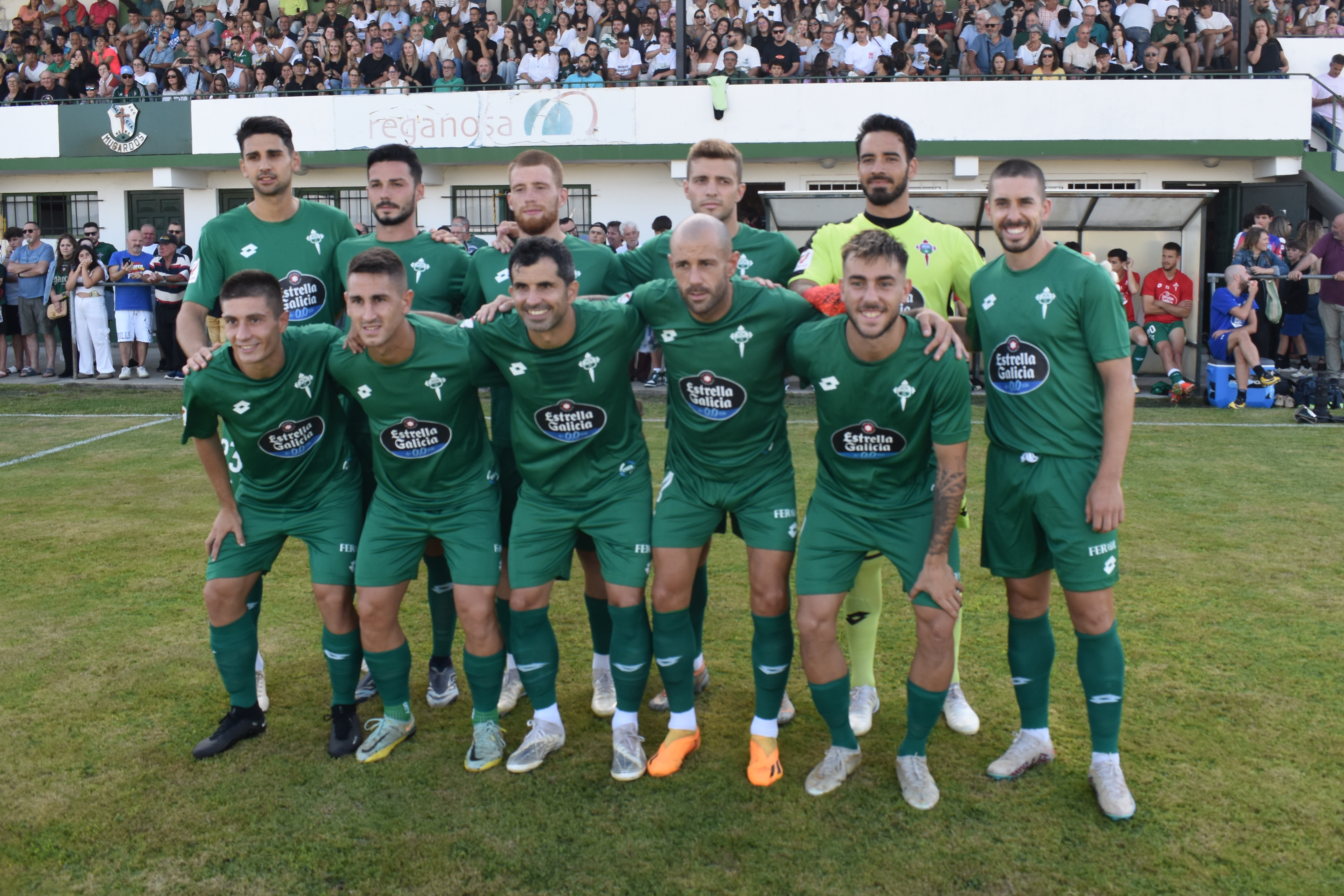
Alineación del Racing de Ferrol antes de disputar un partido amistoso contra el Galicia de Mugardos en 2023.

En la temporada 2021-2022, la temporada de debut de la nueva Primera RFEF, el cuadro gallego mantuvo una parte importante del bloque del año pasado, incorporando a jugadores como Fran Manzanara, David Castro, Miguel Loureiro y Héber Pena. Con estos fichajes importantes el Racing realizó una impecable segunda vuelta del campeonato, obteniendo la 3 posición en el campeonato de liga regular y consiguiendo, 6 años despué,s la clasificación para disputar el PlayOff de ascenso a La Liga Smartbank. Las semifinales fueron disputadas a partido único contra el Nàstic de Tarragona en el Estadio Abanca Balaidos. El resultado fue de 0-1 a favor del conjunto catalán, por lo que el Racing se quedó a las puertas del ascenso.
No obstante, en la siguiente temporada 2022-2023 el conjunto departamental volvió a pelear por regresar al fútbol profesional. Mantuvo el bloque principal de la campaña anterior, e incorporó a nombres destacados de Primera RFEF, como Manu Justo, Jesús Bernal y Carlos Vicente, y jóvenes promesas como Enol Coto o Brais Martínez. Nuevamente una gran segunda vuelta permitió que el Racing, dirigido por Cristóbal Parralo, llegase a la última jornada frente al Celta B ocupando la primera plaza, que otorgaba el ascenso directo, dependiendo de sí mismo. El encuentro, disputado en A Malata, terminó con victoria racinguista por 2-0 gracias a los goles de Jaume Jardí, lo que permitió al Racing regresar a Segunda División tras 15 años lejos del fútbol profesional.

## Escudo

La Cruz de Santiago está presente en el escudo desde 1939, a raíz de proclamarse campeón gallego por tercera vez en su historia y acudir al Campeonato de España (cuya final acabó jugando) como representante gallego. También aparece la bandera de Ferrol.

El escudo del Racing de Ferrol se compone de un cuerpo de color verde con un balón de fútbol de cuero marrón en su interior. En la parte superior figura la bandera de la ciudad, y en el centro la leyenda "Racing Club Ferrol".
Detrás del escudo sobresale una Cruz de Santiago, que fue añadida en 1939, suprimida en 1982 para recuperarse en 1993.

## Uniforme
A lo largo de su historia, Racing Club de Ferrol ha jugado siempre con camiseta verde y pantalón blanco, si bien la intensidad del verde depende de cada temporada y el diseño de la equipación, aunque en la mayoría de los años se ha optado más por una tonalidad oscura. En el uniforme de reserva es donde más cambios de color se han producido. El actual fabricante de las camisetas es Adidas, mientras que el patrocinador principal es Estrella Galicia.
- Primera equipación "Chamorro" (verde): Con la tonalidad de verde característica del Racing y unas líneas laterales en una gama más clara, incluye, la ermita de Chamorro en la indumentaria principal, en el  borde inferior de la camiseta, es la referencia de peso que el Racing utiliza para ensalzar uno de los lugares mágicos de la ciudad.“No es una cuestión de fe, es una cuestión de sentimiento, de apego, de energía que nos conecta a ese lugar en el que, probablemente, nos sintamos más ferrolanos que en ningún otro sitio: El alto de Chamorro, a los pies de Nuestra Señora del Nordés [12]y dominando con la vista los confines de esa ría que nos llena de orgullo. Ese mirador con una vista privilegiada de nuestra casa, A Malata, pero desde el que abarcamos también con la mirada buena parte de Ferrolterra. Un mirador cuya silueta nos acompañará impresa”, resaltó el club en la presentación de la equipación.

- Segunda equipación "Arsenal C.F" (blanca y negra): El Arsenal CF, uno de los equipos históricos del fútbol de la comarca y filial de nuestro Racing Club Ferrol desde 1976 hasta su desaparición en 1993 -desde 1981 con la denominación de Ferrol Atlético. Un club nacido al amparo de los Astilleros y que, aunque oficialmente no se vinculó con el Racing hasta esa década de los años 70, siempre fue de forma oficiosa un equipo hermano y muy allegado. Lleva un parche circular en el que se reinterpreta el escudo original del Arsenal CF, a través de sus cuatro elementos característicos: las franjas bicolor, la proa de un buque, el balón y la rueda dentada.

- Tercera equipación "Garra Ártabra" (Arena): Un guiño a las playas de la costa Ártabra en un característico color arena y una línea azul que representa el mar. Además, las elásticas constan de un icono con una ola en la parte inferior como broche a la propuesta.

### Evolución
| 2014-16 | 2016-17 | 2017-18 | 2018-19 | 2019-20 | 2024-25 |

## Estadio

### Campo de Caranza
En junio de 1919 se inauguró el campo de Caranza, con el encuentro Racing-Deportivo (que finalizó con un 1-5 favorable para los coruñeses). Esto dejó un mal sabor de boca a los ferrolanos por lo que exigieron un nuevo partido, en el que de nuevo fueron derrotados por los coruñeses por 4-3, aunque fue un partido con un inicio excelente del Racing que dominaba por 1-3, pero la figura de Ramón González, que marcó 3 goles en 4 minutos, dio la vuelta al marcador. Estas dos derrotas dieron lugar a una rivalidad que todavía perdura entre ambos conjuntos.

### Estadio de O Inferniño
Dos años más tarde, la inauguración del estadio de O Inferniño marcó un hito en el fútbol ferrolano, jugándose el partido inaugural entre un combinado Inglés y el Racing de Ferrol que finalizó con victoria local por 3 a 2. Dicho estadio se construyó en unos terrenos que fueron cedidos por D. Guillermo V. Marín y tenía unas instalaciones envidiables para aquella época. A medida que pasó el tiempo este recinto sufrió ampliaciones y modificaciones tales como la construcción de una muralla y una grada en un principio de madera.

### Estadio Municipal Manuel Rivera
En 1951 se inauguró el Estadio Manuel Rivera, construido sobre el lugar que ocupaba el legendario O Inferniño, adoptando el nombre del mítico futbolista ferrolano. El nuevo estadio sería escenario de dos brillantes ediciones del Trofeo Concepción Arenal en los años 53 y 54. El Trofeo fue de oro y se marchó, respectivamente, para Bilbao y Valencia. El Manuel Rivera fue derribado en 1993.

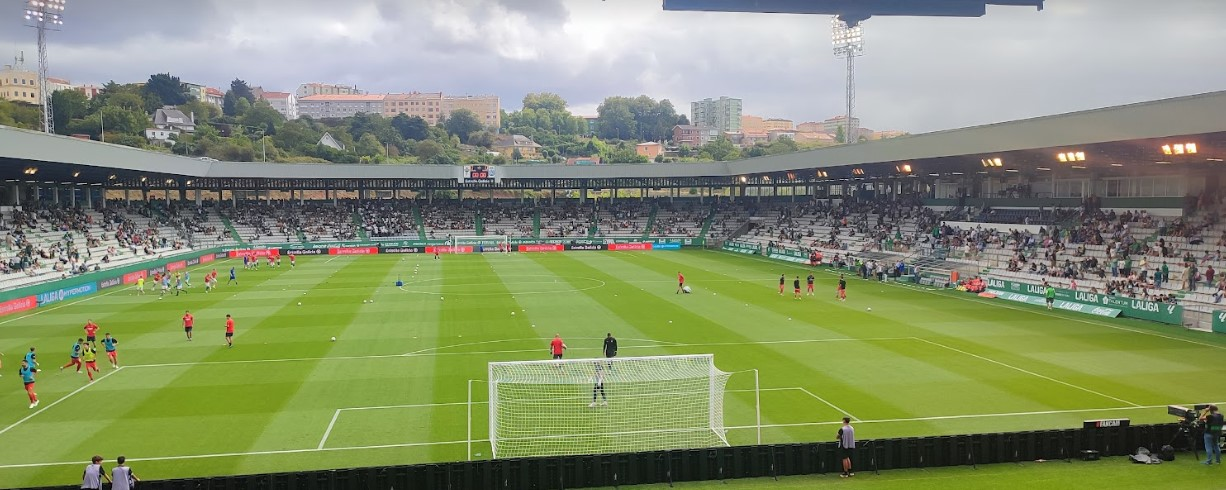
A Malata (2023)

### Estadio Municipal de A Malata
El Racing de Ferrol disputa sus partidos como local en el Estadio de A Malata, situado en la parroquia ferrolana de Serantes, inaugurado el 29 de agosto de 1993 por la Junta de Galicia y el Concello de Ferrol. 
Con un presupuesto que superó los 1780 millones de pesetas, se construyó el Complejo Deportivo de A Malata, consistente en una piscina climatizada, gimnasio, rocódromo, spa, lago para kayak, polo y un campo anexo para entrenamientos. El campo principal cuenta con unas dimensiones de 105 x 68 metros y un aforo de 11 669 espectadores. 

## Datos del club
| Nivel | Categoría      | Participaciones | Debut   | Última temporada | Total |
| ----- | -------------- | --------------- | ------- | ---------------- | ----- |
| 1.º   | 1.ª División   | -               | -       | -                | -     |
| 2.º   | 2.ª División   | 36              | 1934/35 | 2024/25          | 36    |
| 3.º   | 1.ª RFEF       | 2               | 2021/22 | 2025/26          | 47    |
| 3.º   | 2.ª División B | 27              | 1977/78 | 2020/21          | 47    |
| 3.º   | 3.ª División   | 17              | 1929/30 | 1976/77          | 47    |
| 4.º   | 3.ª División   | 10              | 1984/85 | 2018/19          | 10    |

- Temporadas en Copa del Rey: 58 (última participación, temporada 2024/25)
- Mejor puesto en la liga: 2.º (Segunda División de España temporada 1939/40)
- Peor puesto en la liga: 17.º (Tercera División de España temporada 1986/87)

### Resumen estadístico
Nota: En negrita competiciones activas.
| Competición                  | P.J. | P.G. | P.E. | P.P. | G.F. | G.C. | Mejor resultado |
| ---------------------------- | ---- | ---- | ---- | ---- | ---- | ---- | --------------- |
|                              |      |      |      |      |      |      |                 |
| Segunda división             | 1054 | 366  | 229  | 459  | 1474 | 1745 | 2º              |
| Segunda división B           | 948  | 378  | 259  | 311  | 1232 | 1020 | Campeón         |
| Tercera división             | 807  | 452  | 180  | 175  | 1603 | 738  | Campeón         |
| Campeonato de España de Copa | ??   | ??   | ??   | ??   | ??   | ??   | Subcampeón      |
| Total                        | ??   | ??   | ??   | ??   | ??   | ??   | 9 Títulos       |

- Actualizado hasta temporada 2018/19.

## Jugadores y entrenadores

### Plantilla y cuerpo técnico
- Los jugadores con dorsales superiores al 25 son, a todos los efectos, jugadores del Racing Club de Ferrol Juvenil y como tales, podrán compaginar partidos con el primer y segundo equipo. Como exigen las normas de la LFP, los jugadores de la primera plantilla deberán llevar los dorsales del 1 al 25. Del 26 en adelante serán jugadores del equipo filial.

- Los equipos españoles están limitados a tener en la plantilla un máximo de tres jugadores sin pasaporte de la Unión Europea. La lista incluye sólo la principal nacionalidad de cada jugador, algunos de los jugadores no europeos tienen doble nacionalidad de algún país de la UE:

## Temporada a temporada
| Temp.   | Nivel | Categoría | Puesto | Copa  |
| ------- | ----- | --------- | ------ | ----- |
| 1929-30 | 3     | 3.ª       | 1.º    |       |
| 1930-31 | 3     | 3.ª       | 3.º    |       |
| 1931-32 | 3     | 3.ª       | 1.º    |       |
| 1932-33 | 3     | 3.ª       | 4.º    |       |
| 1933-34 | 3     | 3.ª       | 5.º    |       |
| 1934-35 | 2     | 2.ª       | 15.º   |       |
| 1939-40 | 2     | 2.ª       | 6.º    | Final |
| 1940-41 | 2     | 2.ª       | 8.º    |       |
| 1941-42 | 2     | 2.ª       | 5.º    |       |
| 1942-43 | 2     | 2.ª       | 12.º   |       |
| 1943-44 | 3     | 3.ª       | 1.º    |       |
| 1944-45 | 2     | 2.ª       | 10.º   |       |
| 1945-46 | 2     | 2.ª       | 7.º    |       |
| 1947-48 | 2     | 2.ª       | 10.º   |       |
| 1947-48 | 2     | 2.ª       | 6.º    |       |
| 1948-49 | 2     | 2.ª       | 14.º   |       |
| 1949-50 | 2     | 2.ª       | 12.º   |       |
| 1950-51 | 2     | 2.ª       | 8.º    |       |
| 1951-52 | 2     | 2.ª       | 3.º    |       |
| 1952-53 | 2     | 2.ª       | 9.º    |       |
| 1953-54 | 2     | 2.ª       | 8.º    |       |
| 1954-55 | 2     | 2.ª       | 12.º   |       |
| 1955-56 | 2     | 2.ª       | 6.º    |       |
| 1956-57 | 2     | 2.ª       | 16.º   |       |
| 1957-58 | 2     | 2.ª       | 12.º   |       |
| 1958-59 | 2     | 2.ª       | 10.º   |       |
| 1959-60 | 2     | 2.ª       | 16.º   |       |
| 1960-61 | 3     | 3.ª       | 1.º    |       |
| 1961-62 | 3     | 3.ª       | 2.º    |       |
| 1962-63 | 3     | 3.ª       | 1.º    |       |
| 1963-64 | 3     | 3.ª       | 3.º    |       |
| 1964-65 | 3     | 3.ª       | 1.º    |       |

| Temp.   | Nivel | Categoría | Puesto | Copa      |
| ------- | ----- | --------- | ------ | --------- |
| 1965-66 | 3     | 3.ª       | 1.º    |           |
| 1966-67 | 2     | 2.ª       | 7.º    |           |
| 1967-68 | 2     | 2.ª       | 7.º    |           |
| 1968-69 | 2     | 2.ª       | 4.º    |           |
| 1969-70 | 2     | 2.ª       | 10.º   |           |
| 1970-71 | 2     | 2.ª       | 8.º    |           |
| 1971-72 | 2     | 2.ª       | 18.º   |           |
| 1972-73 | 3     | 3.ª       | 9.º    |           |
| 1973-74 | 3     | 3.ª       | 4.º    |           |
| 1974-75 | 3     | 3.ª       | 3.º    |           |
| 1975-76 | 3     | 3.ª       | 9.º    |           |
| 1976-77 | 3     | 3.ª       | 6.º    |           |
| 1977-78 | 3     | 2.ªB      | 1.º    |           |
| 1978-79 | 2     | 2.ª       | 20.º   |           |
| 1979-80 | 3     | 2.ªB      | 16.º   |           |
| 1980-81 | 3     | 2.ªB      | 11.º   |           |
| 1981-82 | 3     | 2.ªB      | 17.º   |           |
| 1982-83 | 3     | 2.ªB      | 9.º    |           |
| 1983-84 | 3     | 2.ªB      | 20.º   |           |
| 1984-85 | 4     | 3.ª       | 3.º    |           |
| 1985-86 | 4     | 3.ª       | 8.º    |           |
| 1986-87 | 4     | 3.ª       | 17.º   |           |
| 1987-88 | 4     | 3.ª       | 1.º    |           |
| 1988-89 | 3     | 2.ªB      | 13.º   |           |
| 1989-90 | 3     | 2.ªB      | 17.º   |           |
| 1990-91 | 4     | 3.ª       | 5.º    |           |
| 1991-92 | 4     | 3.ª       | 1.º    |           |
| 1992-93 | 3     | 2.ªB      | 12.º   |           |
| 1993-94 | 3     | 2.ªB      | 13.º   |           |
| 1994-95 | 3     | 2.ªB      | 1.º    |           |
| 1995-96 | 3     | 2.ªB      | 2.º    | 2.ª ronda |
| 1996-97 | 3     | 2.ªB      | 7.º    | 2.ª ronda |

| Temp.   | Nivel | Categoría | Puesto | Copa      |
| ------- | ----- | --------- | ------ | --------- |
| 1997-98 | 3     | 2.ªB      | 5.º    |           |
| 1998-99 | 3     | 2.ªB      | 4.º    |           |
| 1999-00 | 3     | 2.ªB      | 3.º    | Previa    |
| 2000-01 | 2     | 2.ª       | 16.º   | 1/32      |
| 2001-02 | 2     | 2.ª       | 9.º    | 1/16      |
| 2002-03 | 2     | 2.ª       | 20.º   | 1/16      |
| 2003-04 | 3     | 2.ªB      | 2.º    | 1/32      |
| 2004-05 | 2     | 2.ª       | 16.º   | 1.ª ronda |
| 2005-06 | 2     | 2.ª       | 20.º   | 2.ª ronda |
| 2006-07 | 3     | 2.ªB      | 3.º    | 2.ª ronda |
| 2007-08 | 2     | 2.ª       | 19.º   | 2.ª ronda |
| 2008-09 | 3     | 2.ª B     | 7.º    | 1.ª ronda |
| 2009-10 | 3     | 2.ª B     | 19.º   |           |
| 2010-11 | 4     | 3.ª       | 2.º    |           |
| 2011-12 | 4     | 3.ª       | 8.º    |           |
| 2012-13 | 4     | 3.ª       | 1.º    |           |
| 2013-14 | 3     | 2.ª B     | 2.º    | 1.ª ronda |
| 2014-15 | 3     | 2.ª B     | 3.º    | 2.ª ronda |
| 2015-16 | 3     | 2.ªB      | 2.º    | 3.ª ronda |
| 2016-17 | 3     | 2.ªB      | 7.º    | 2.ª ronda |
| 2017-18 | 3     | 2.ªB      | 17.º   | 2.ª ronda |
| 2018-19 | 4     | 3.ª       | 1.º    |           |
| 2019-20 | 3     | 2.ª B     | 11.º   | 1.ª ronda |
| 2020-21 | 3     | 2.ª B     | 5.º    |           |
| 2021-22 | 3     | 1.ª RFEF  | 3.º    | 1.ª ronda |
| 2022-23 | 3     | 1.ª RFEF  | 1.º    | 1.ª ronda |
| 2023-24 | 2     | 2.ª       | 10.°   | 1/16      |
| 2024-25 | 2     | 2.ª       | 21.°   | 1/16      |
| 2025-26 | 3     | 1.ª RFEF  |        |           |

## Palmarés

### Torneos regionales
- Campeonato de Galicia (3): 1928/29, 1937/38 y 1938/39
- Subcampeón del Campeonato de Galicia (2): 1923/24 y 1932/33
- Copa Federación Gallega de Fútbol (1): 1946/47[14]

### Torneos nacionales
- Subcampeón de la Copa del Rey (1): 1939
- Segunda División B (2): 1977-78, 1994-95
- Subcampeón de la Segunda División B (3): 1995-96, 2003-04, 2013-14
- Tercera División (8): 1960-61, 1962-63, 1964-65, 1965-66, 1987-88, 1991-92, 2012-13, 2018-19.
- Subcampeón de la Tercera División (3): 1943-44, 1961-62, 2010-11
- Subcampeón de Primera Federación (1): 2022-23

### Torneos amistosos
- Trofeo San Roque (Betanzos) (10): 1963, 1994, 1998, 2001, 2003, 2004, 2005, 2007, 2009, 2014
- Trofeo Concepción Arenal (8): 1959, 1964, 1965, 1981, 1988, 2005, 2007, 2022
- Trofeo Emma Cuervo (7): 1952, 1971, 1980, 2000, 2002, 2005, 2009
- Copa Diputación Provincial (6): 1991, 1993, 1999, 2000, 2007, 2017
- Trofeo Ciudad de Viveiro (4): 1978, 1981, 1999, 2000
- Trofeo San Roque (Villagarcía de Arosa) (2): 1956, 2002
- Trofeo MInistro de Información y Turismo (Vivero) (2): 1956, 2002
- Trofeo Teresa Herrera (1): 1967
- Trofeo Ciudad de Pontevedra (1): 2003
- Trofeo Memorial Héctor Rial (1): 2004
- Trofeo Luis Otero (1): 2005